# Carl Otto Grass
Carl Otto Grass (* 5. März 1847 in Leipzig, Königreich Sachsen; † 7. September 1897 in Arendal, Norwegen) war ein deutscher Chemiker und Stahlmanager.

## Leben
Carl Otto Grass war ein Sohn des Juweliers und Goldarbeiters Carl Grass. Er besuchte bis zur Tertia die 1. Bürgerschule in Leipzig, danach die städtische Realschule. 1864 erlangte er die Hochschulreife. Im Anschluss studierte er Chemie an der Universität Leipzig. 1867 wurde er mit der Arbeit Zur Analyse brennbarer Gase, insbesondere des Leuchtgases promoviert. Grass, der bereits während seiner Studienzeit Assistent bei Otto Linné Erdmann war, setzte diese Tätigkeit nach seiner Promotion fort. Am 1. September 1868 begann er als Chemiker bei der Société Anonyme Metallurgique Austro-Belge in Corphalie bei Huy, bei der er bis zum Betriebsleiter aufstieg. Im Mai 1871 verließ er das Unternehmen und wechselte zu den späteren Rheinischen Stahlwerken. Mit der Eröffnung des Stahlwerks in Ruhrort im September 1871 wurde er Vorsteher des chemischen Laboratoriums, 1877 Abteilungsdirektor. Ihm wurde der Umbau und die Leitung des gemieteten Tiegelgussstahlwerkes und der Fabrik feuerfester Produkte übertragen. Später war er für die Neuanlage und den Betrieb des Martinwerkes in Ruhrort verantwortlich. Diese Position hatte er bis zu seinem Tod inne.
Carl Otto Grass war seit 1873 Mitglied des Vereins Deutscher Ingenieure (VDI) und des VDI-Bezirksvereins an der niederen Ruhr. Dem Vorstandsrat des Gesamtvereins gehörte er seit 1883 an. Von 1886 bis 1889 war Grass stellvertretender Vorsitzender des Bezirksvereins, von 1893 bis zu seinem Tod dessen Vorsitzender. Er gehörte ebenso dem Verein Deutscher Eisenhüttenleute an. Darüber hinaus war er Zeremonienmeister der Duisburger Loge „Zur Deutschen Burg“. Er war Vorstandsmitglied der Duisburger Gesellschaft „Sozietät“.
Carl Otto Grass war verheiratet und Familienvater. Er starb während einer Erholungs- und Geschäftsreise in Norwegen an einem Herzinfarkt. Der Verein Deutscher Eisenhüttenleute zählte ihn zu den Pionieren des Thomas-Verfahrens.